# HSG Suhl
Die HSG Suhl ist ein deutscher Handballverein aus Suhl in Thüringen. Frühere Namen waren EGS Suhl, Dynamo / EGS Suhl, AKA Suhl, HSV Suhl und HC Suhl 99. Derzeit ist der Verein mit dem HV Goldlauter in einer Spielgemeinschaft (SG Suhl/Goldlauter) verbunden.

## Geschichte
Der HSV Suhl entstand 1990 in Nachfolge der Handballsektion der BSG Elektrogerätewerk Suhl (EGS), die zum Ende der DDR auch als AKA Suhl antrat. Das Kürzel AKA stand dabei für die Hauptvertriebsmarke des Elektrogerätewerks (mit der Bedeutung Auf Kundenwünsche ausgerichtet). In Spielgemeinschaft mit der SG Dynamo Suhl-Mitte verbrachte die erste Mannschaft 1982/83 eine Spielzeit in der DDR-Oberliga, holte dort jedoch nur einen einzigen Punkt (19:19 im Heimspiel gegen die BSG Post Schwerin) und ist somit die einzige sieglose Mannschaft in der Geschichte der eingleisigen Oberliga und Letztplatzierter in der Ewigen Tabelle. Danach spielte die Mannschaft bis 1991 regelmäßig in der Südstaffel der zweitklassigen DDR-Liga.
„Pünktlich“ zur Zusammenlegung der deutschen Handball-Ligen im Jahr 1991 gelang der Mannschaft als Gewinner der Südstaffel der letzten Spielzeit der eigenständigen DDR-Liga (in der betreffenden Saison 1990/91 als „2.Liga Ost“ bezeichnet) der Aufstieg in die Handball-Bundesliga, aus der man nach einem Jahr direkt wieder abstieg. Ein Jahr später verpasste der HSV Suhl als Vizemeister der 2. Bundesliga Mitte den Wiederaufstieg in die Bundesliga nur auf Grund der um drei Treffer schlechteren Tordifferenz gegenüber dem OSC 04 Rheinhausen. Ab 1993 in der 2. Bundesliga Süd, konnte die Mannschaft sich dort zunächst in der Spitzengruppe halten und wurde 1994 und 1995 jeweils Dritter. Nach zwei Jahren im Niemandsland der Tabelle erfolgte 1998 der Abstieg aus der 2. Bundesliga als Letztplatzierter der Südstaffel und 1999 auch der direkte "Weiter-"Abstieg aus der Regionalliga Südwest, ebenfalls als Letzter der Tabelle.
Der mittlerweile insolvente HSV Suhl wurde daraufhin aufgelöst und als HC Suhl 99 wurde neu gegründet. Unter dieser Bezeichnung spielte der Verein auf der Verbandsebene in Thüringen. 2002 wurde der HCS Thüringenmeister, stieg jedoch nicht in die Regionalliga auf. Den Mitgliedern des HC Suhl 99 wurde am 27. April 2006 mitgeteilt, dass durch den Vorstand der Antrag auf Eröffnung eines Insolvenzverfahrens gestellt wurde. Am 28. August 2006 wurde am Amtsgericht Meiningen das Insolvenzverfahren gegen den HC Suhl 99 eröffnet.
Am 31. August 2006 wurden die Spielrechte des HC gemäß einem Beschluss des Vereins vom 11. August 2006 an die am 31. Juli 2006 als Nachfolgerin gegründete HSG Suhl übertragen. Vorsitzende des Vereins wurde die SPD-Bundestagsabgeordnete Iris Gleicke. Seit 2010 besteht eine Spielgemeinschaft mit dem HV Goldlauter (SG Suhl/Goldlauter). Derzeit (Spielzeit 2024/25) spielt die 1. Männermannschaft in der viertklassigen Regionalliga Mitteldeutschland.

## Statistik
In der Ewigen Tabelle der Handball-Bundesliga belegt der HSV Suhl den 72. von 86 Plätzen (Stand: Saisonende 2010).
HSV Suhl:
- DDR-Liga 1990/91: Aufstieg in die DDR-Oberliga, damit direkt in die Handball-Bundesliga, Staffel Süd
- Handball-Bundesliga 1991/92: 11. Platz Staffel Süd, Abstieg
- 2. Handball-Bundesliga 1992/93: 2. Platz Staffel Mitte
- 2. Handball-Bundesliga 1993/94: 3. Platz Staffel Süd
- 2. Handball-Bundesliga 1994/95: 3. Platz Staffel Süd
- 2. Handball-Bundesliga 1995/96: 8. Platz, Staffel Süd
- 2. Handball-Bundesliga 1996/97: 13. Platz Staffel Süd
- 2. Handball-Bundesliga 1997/98: 18. Platz Staffel Süd, Abstieg
- Regionalliga Südwest (Handball) 1998/99: 16. Platz, Abstieg, Auflösung

HC Suhl 99:
- Oberliga Thüringen (Handball) 1999/00: 4. Platz
- Oberliga Thüringen (Handball) 2000/01: 2. Platz
- Oberliga Thüringen (Handball) 2001/02: 1. Platz (Thüringenmeister), kein Aufstieg
- Oberliga Thüringen (Handball) 2002/03: 5. Platz
- Oberliga Thüringen (Handball) 2003/04: 12. Platz
- Oberliga Thüringen (Handball) 2004/05: 2. Platz
- Oberliga Thüringen (Handball) 2005/06: 5. Platz
- Oberliga Thüringen (Handball) 2006/07: Rückzug am 4. September 2006, Abstieg

## Bekannte ehemalige Spieler
Bekannte Spieler der Suhler Mannschaften sind:
- Ronny Göhl
- Klaus Wöller
- Jörg Lützelberger
- Matthias Reckzeh
- Karsten Schäfer
- Zdeněk Vaněk

## Belege
1. ↑  Presseinformation der HSG Suhl (Memento vom 21. Juli 2007 im Webarchiv archive.today)